# The Team (Fernsehserie)
The Team ist eine Krimiserie, die in internationaler Koproduktion in Belgien, Dänemark, Deutschland, Österreich und der Schweiz entstand. Die Erstausstrahlung der ersten Staffel begann im Februar 2015, die der zweiten Staffel folgte im August 2018 im dänischen und im Oktober und November 2018 im deutschen Fernsehen. Die Serie behandelt die polizeiliche Zusammenarbeit der Länder im Rahmen von Europol zur Aufklärung diverser Verbrechen und organisierter Kriminalität.
In der Originalversion sprechen alle Teams untereinander hauptsächlich in ihren Landessprachen, der Großteil der Dialoge der Serie ist jedoch auf Englisch. Für die Ausstrahlung in Deutschland ließ das ZDF außerdem eine vollständig auf Deutsch synchronisierte Fassung produzieren. Im Onlineangebot des Senders war auch die Originalversion mit Untertiteln verfügbar.

## Handlung

### Staffel 1
Die Handlung beginnt mit den Morden an drei Prostituierten in Antwerpen, Berlin und Kopenhagen. Allen Frauen wurde durch das linke Auge geschossen und ein Finger abgetrennt. Aufgrund des gleichen Musters und des kurzen Zeitraumes erkennt Europol einen Zusammenhang und stellt ein internationales Ermittlerteam zusammen: die Belgierin Alicia Verbeeck, die Deutsche Jackie Müller und den Dänen Harald Bjørn. Bereits im Prolog erfährt der Zuschauer, dass die Zusammenarbeit zwischen Jackie und Harald aufgrund eines früheren gemeinsamen Einsatzes emotional belastet ist.
Die erste Spur der Polizei führt zum Belgier Jean-Louis Poquelin, der an allen drei Tatorten gesehen worden ist. Die Recherche ergibt, dass er der Ex-Freund einer vierten Ermordeten ist, die mit den drei Mordopfern befreundet war. Dieser Mord, der Ähnlichkeit zu den neuen Verbrechen aufweist, liegt zum Handlungsbeginn jedoch bereits sechs Jahre zurück, relevant jedoch ist, dass Poquelin damals unter Mordverdacht stand. Die Ermittler schließen Poquelin jedoch schnell als Täter aus, und der Zuschauer erfährt, dass diesem der Mord von der belgischen Polizei (Madame Pernel, Alicia Verbeecks Vorgesetzte) angehängt wurde. Poquelin arbeitet(e) an einem Buch über den litauischen Gangster und Menschenhändler Marius Loukauskis. Die Ermittlungen konzentrieren sich nun auf diesen und sein Umfeld.
Loukauskis’ Imperium erstreckt sich über weite Teile Europas. Sein Reichtum und seine Macht basieren auf Menschenhandel, Korruption und organisierter Kriminalität. Sein Name taucht schnell in Verbindung mit allen Morden auf, und die Ermittler decken auf, dass es Loukauskis war, der Poquelins Freundin bei einer Feier auf einer Yacht ermordete. Die nun ermordeten drei Frauen waren alle Zeuginnen des zurückliegenden Verbrechens, und Poquelin versuchte alle drei zu Aussagen zu bewegen, die ihn entlasten sollten. Loukauskis’ Ex-Frau, Dahlia Loukauskis, ließ jedoch die drei Prostituierten umbringen, um ihren Ex-Mann zu schützen.
Das internationale Ermittlerteam deckt all diese Verbindungen auf; auch, dass Loukauskis niemals Verbindungen zu seinen kriminellen Machenschaften nachgewiesen werden konnten. Dank der im Laufe der Handlung gesammelten Beweise hat die Polizei jedoch genug gegen Loukauskis in der Hand und kann ihn zur Fahndung ausschreiben. Bevor er jedoch von den Ermittlern in Berlin verhaftet werden kann, taucht er unter, und eine Verfolgungsjagd durch Europa beginnt.
Im Staffelfinale verfolgen Alicia und Harald Loukauskis bis zu einer seiner illegalen Textilfabriken in Belgien, in der Menschen wie moderne Sklaven gehalten werden. Im dunklen Kellerlabyrinth der Fabrik können sie den Verbrecher stellen und verhaften. Im Epilog wird die gute Zusammenarbeit der Länder unter Europol im Rahmen einer Pressekonferenz gelobt. Zwar verstirbt der Autor Poquelin kurz nach der Fertigstellung seines Buches an Krebs, jedoch wären ohne seine Recherche die Ermittlungen nicht bzw. schwerlich erfolgreich gewesen. Die Ermittler greifen daher das grundlegende Thema der Staffel, Menschenhandel und illegale Arbeit, noch einmal auf und würdigen seine Arbeit.
Der Hauptplot wird durch diverse Nebenhandlungen getragen, die mit der eigentlichen Geschichte verwoben sind.

### Staffel 2
In einer dänischen Pension nahe der Hafenstadt Esbjerg wird ein gezielter professioneller Mordanschlag auf untergeschlüpfte syrische Flüchtlinge und die Gastwirte unternommen. Nur die kurz vorher eingetroffene Malu Barkiri, Tochter eines syrischen Museumsleiters, kann entkommen. Da der Gastwirt deutscher Staatsbürger und eines der Opfer Belgier ist, wird von Europol ein Joint Investigation Team (JIT) unter Leitung der Dänin Nelly Winther gegründet.
Malu wollte mit ihrem Freund ein 4-teiliges Fries, das als Herrschaftssymbol für Vorderasien gilt, zur Sicherheit ins British Museum nach London bringen, konnte aber nach dem Anschlag nur ein Teil retten. Der offene Tausch von Kulturgütern dient der terroristischen Vereinigung "Califat Union" (CU) dem Erwerb von Waffen. Unterdessen kann Paula Liekens vom belgischen Geheimdienst herausfinden, dass Karim Dadju, befreundet mit Malus Schwester, auf dem Weg nach Belgien ist. Allerdings verliert sich zunächst seine Spur, während Malu schwer verletzt von der dänischen Polizei aufgegriffen wird. Verschiedene Hinweise führen zu Said Gharbour, einem syrischen Auftragsmörder und Kunstjäger, der von seinem österreichischen Auftraggeber gedrängt wird, endlich das fehlende vierte Fries zu beschaffen. Karim Dadju erhält in seinem vom belgischen Geheimdienst observierten Versteck überraschend Besuch vom CU-Captain und präsentiert ihm moderne Waffen. Malu kann aus dem künstlichen Koma befreit werden und schreit, als ihr das Konterfei von Said Gharbour vorgelegt wird.
Malu begeht in ihrem von der Polizei gesicherten Versteck einen großen Fehler, als sie ihr Handy heimlich aktiviert und dadurch von Gharbour geortet werden kann. Kurz vor dem Wiedersehen mit ihrer Mutter Mariam kann Malu in letzter Sekunde fliehen. Endlich bekommt das JIT nicht nur ein Foto, sondern auch den Namen von Gharbour und damit die Verbindung zu seinen österreichischen Auftraggebern. Nach längerer Observierung können alle Auftraggeber bei der Übergabe der vier Friese festgenommen werden. Malu schlägt sich auf ihrer Flucht zurück ins dänische Marschland durch und meldet sich dann bei der Polizei. Sie berichtet vom kaltblütigen Mord vor dem Museum an ihrem Vater durch Gharbour und dessen Erniedrigungen, um von Malu den Verbleib der Friese herauszupressen. Das Blatt wendet sich zuungunsten von Malu, als ein Haftbefehl gegen sie wegen Veruntreuung von Kulturgütern ausgestellt wird. Gregor Weiss vom deutschen Team will Malu zu ihrer Mutter nach London bringen, die weigert sich aber, ohne Friese nach London zu fahren. Mit Paulas Unterstützung können sie den Kunstschatz an sich bringen. Die Weiterfahrt wird jäh durch Gharbour gestoppt, der nach einem Schusswechsel auf offener Straße Malu und die Friese mitnimmt. Weiss wird angeschossen und Paula verfolgt die Szenerie aus sicherer Entfernung. Da Weiss im Koma liegt, suchen Winther und Liekens nach einer Lösung: Nur Karim Dadju kann über den CU-Captain die Verbindung zu Gharbour herstellen. Beim Showdown erschießt Gharbour Karim, der CU-Captain wird festgenommen und Gharbour wird auf der Flucht ebenfalls erschossen.

## Besetzung
| Staffel 1 - Lars Mikkelsen: Harald Bjørn - Jasmin Gerat: Jackie Müller - Veerle Baetens: Alicia Verbeeck - Carlos Leal: Jean-Louis Poquelin - Nicholas Ofczarek: Marius Loukauskis - Miriam Stein: Natascha Stark - Ida Engvoll: Kit Ekdal - Hilde Van Mieghem: Madame Pernel - Jella Haase: Bianca Loukauskis - Nadeshda Brennicke: Dahlia Loukauskis - Alexandra Rapaport: Liv Eriksen - Filip Peeters: Bruno Koopmann - Marc Benjamin: Max Ritter | Staffel 2 - Jürgen Vogel: Gregor Weiss - Marie Bach Hansen: Nelly Winther - Lynn Van Royen: Paula Liekens - Navid Negahban: Said Gharbour - Sarah Perles: Malu Barkiri - Fatima Adoum: Mariam Barkiri - Marie Bäumer: Barbara - Manuel Rubey: Tebos Meyer - Nora Waldstätten: Lucy Meyer - Tom Vermeir: Jan - Erwin Steinhauer: Richard Adams - Alireza Bayram: Karim Dadju - Melanie Winiger: Sabine - Luna Wedler: Claudia Weiss - Mark Heap: Albert - Josephine Park: Helle Nielsen - Anders Juul: Morten Sørensen - Lucas van den Eynde: Hr. van der Bourgh |

| Staffel 1 Harald Bjørn(gespielt von Lars Mikkelsen) ist ein dänischer Ermittler. Er ist verheiratet und werdender Vater. Im Laufe der Handlung stellt sich heraus, dass er bereits eine siebenjährige Tochter mit Jackie Müller hat. Harald Bjørn kann als kontrolliert und empathisch beschrieben werden. Jackie Müller(gespielt von Jasmin Gerat) ist eine deutsche Hauptkommissarin beim BKA. Sie ist scharfsinnig, jedoch manchmal auch sehr ruppig. Ein Teil der Nebenhandlungen behandelt die Beziehung zu ihrem Ehemann sowie ihr emotionales Verhältnis zu Harald Bjørn. Alicia Verbeeck(gespielt von Veerle Baetens) ist eine Kommissarin in Antwerpen und die Jüngste im Ermittler-Trio. Alicia ist sehr direkt und scharfsinnig. Sie klärt die Verwicklung ihrer Chefin, Madame Pernel, in den Fall auf. In den Nebenhandlungen wird das Verhältnis Alicias zu ihrer alkoholkranken Mutter und ihrer Schwester, die als Prostituierte arbeitet, näher beleuchtet. Marius Loukauskis(gespielt von Nicholas Ofczarek) ist ein litauischer Krimineller, Menschenhändler und Milliardär. Er versucht durch die Verheiratung seiner Tochter mit einem deutschen Adeligen und dem Erwerb einer Banklizenz unangreifbar zu werden. | Staffel 2 Gregor Weiss(gespielt von Jürgen Vogel) ist ein deutscher Ermittler. Nelly Winther(gespielt von Marie Bach Hansen) ist eine dänische Ermittlerin. Paula Liekens(gespielt von Lynn Van Royen) ist eine belgische Ermittlerin. Said Gharbour(gespielt von Navid Negahban) ist ein syrischer Auftragsmörder und Kunstjäger. Malu Barkiri(gespielt von Sarah Perles) ist die Tochter eines syrischen Museumsleiters. Mariam Barkiri(gespielt von Fatima Adoum) ist die Ehefrau eines syrischen Museumsleiters. |

## Rezeption
Die Serie lief am 8. März 2015 um 22 Uhr im ZDF an und erreichte mit 3,91 Mio. Zuschauern einen Marktanteil von 19,8 %.
In Dänemark erreichte sie einen Marktanteil von 55 % (für DR), in Norwegen 38 % (für NRK) und in der Schweiz von 16,6 % (für das SRF).

## Kritiken
„Drei Aspekte, die für eine gute Serie sprechen: viel Geld, tolle Darsteller, dänisches Fernsehen. […] Trotzdem ist ‚The Team‘ größtenteils Murks. […] Immerhin sorgen die häufigen Ortswechsel und Außendrehs für sehenswerte Kulissen und sind von Kaspar Gaardsøe und Kathrine Windfeld (‚The Bridge‘) souverän inszeniert. Doch das Geld wäre noch besser in zwei, besser drei Überarbeitungen des Drehbuchs von Mai Brostrøm und Peter Thorsboe gegangen. Besonders die Backgroundgeschichten der drei Ermittler hätten entrümpelt gehört […] Das alles zu erzählen, geht zulasten der eigentlichen Krimigeschichte. Von einzelnen Verfolgungsjagden und Rettungsversuchen abgesehen, entwickelt ‚The Team‘ überraschend wenig Spannung.“

Nach einer umfassenden und insgesamt positiven Filmkritik empfiehlt Quotenmeter.de, die Serie in der ZDF-Mediathek abzurufen: „Man [wird] sich bei The Team gleich doppelt wohlfühlen: Einerseits, weil eine gelungene und spannende Serie eingeschaltet wurde, und andererseits, weil das Original noch einiges mehr an Flair transportiert als die linear ausgestrahlte Variante“.
Die Filmkritikerin der Neue Zürcher Zeitung schreibt: „The Team ist ein konventionell angelegter, in seinen internationalen Schauplätzen so stilvoll wie unaufgeregt verorteter Krimi, sieht man einmal von den penetrant mehrfach ins Bild gerückten Austrian Alps ab […] Der Reiz liegt darin zuzusehen, wie das aus drei Ländern zusammengewürfelte Team sich konsolidiert, ohne dass die nationalen Besonderheiten neutralisiert würden. […] Die Figuren haben in postnationaler Unaufgeregtheit ihr Identifikationspotenzial dort, wo sie persönlich gefordert sind […] Insgesamt führt The Team aber den TV-Krimi aus seiner oft etwas muffig anmutenden Enge regionaler Kommissariate, ohne in künstlerischer Heimatlosigkeit zu enden.“
Kurt Sagatz vom Berliner Tagesspiegel lobt die Serie als „schnörkelloser und beinharter Krimi-Mehrteiler“. „Der Vierteiler verzichtet dabei auf Gefühlsduselei und sozialkritische Anklänge. Hier wird nicht gefragt, welche Umstände die Organisierte Kriminalität begünstigen, sondern die Realität als das genommen, was sie mitunter ist: brutal und menschenverachtend. Auch ohne zusätzliche Verschachtelungen gibt es genügend Wendungen, um die Spannung bis zum Ende hoch zu halten.“
Pierre Sérisier, der Filmkritiker von Le Monde lobt die Idee der Serie, bemängelt aber ihre Realitätsferne. Die Intrige entfalte sich zu reibungslos (anicroche), die harmonische Zusammenarbeit zwischen den Ermittlerteams aus mehreren Ländern sei wenig realistisch, man habe mehr Probleme zwischen den beteiligten Organisationen, Rivalitäten zwischen den Teams und unterschiedliche Ermittlungsmethoden erwartet. Darüber hinaus mangele es den Personen an Dichte (épaisseur) und Originalität, und die Geschichte laufe in einem atemberaubenden Tempo ab. Allerdings sieht er durchaus Möglichkeit in einem Genre grenzübergreifender TV-Krimis, wobei die nationalen Besonderheiten und die Persönlichkeit der Akteure klarer umrissen werden sollten, die bei aller Integration trotz allem erhalten blieben.